# 조선국군준비대
조선국군준비대(朝鮮國軍準備隊)는 한국의 군정기 1945년 12월 16일 조선공산당의 광범위한 조직 계획에 의거하여 장차 편성될 군의 모체가 될 의도에서 결성된 좌익 계열 군사 단체이다.

## 역사
이 단체는 ① 우리는 현재 가지고 있는 군사적 역량(軍事的力量)을 집결하여 국군 편성의 기초를 준비하고자 함, ② 우리는 군벌적발전(軍閥的發展)을 경계함, ③ 신정부 군대가 편성된 때는 그에 함유함, ④ 우리는 주의적(主義的) 혹은 파벌적 내쟁(派閥的內爭)을 배격함, ⑤ 우리는 자위치안(自衛治安)에 노력함 등을 강령으로 채택했다. 명예회장에는 김무정, 지청천, 김일성, 김원봉을 추대하였다.
김구는 일국일군(一國一軍)의 정신을 강조하며 군사단체들이 무질서하게 탄생하는 것에 대한 염려를 신중하게 표명하였다. 대한민국 임시정부 계열에서는 '대한'이라는 명칭으로 '대한국군준비대'를 결성하여 조선국군준비대는 대한국군준비대와 통합을 제의했지만 화합은 흐지부지되었다. 우익 계열 청년단체인 대한민주청년동맹과 무력충돌이 벌어지기도 했으며 1946년 미군정의 해산명령으로 다른 유사단체들처럼 해산되었다. 남조선국방경비대가 창설된 이후에는 남로당은 당시 입대 심사가 허술한 점을 이용해 좌익계 인물들을 침투시켰다.